# Edéa
Edéa este un oraș din provincia Litoral, Camerun.